# Aeropteryx monstrosa
Aeropteryx monstrosa is een insect uit de familie van de mierenleeuwen (Myrmeleontidae), die tot de orde netvleugeligen (Neuroptera) behoort. 
Aeropteryx monstrosa is voor het eerst wetenschappelijk beschreven door Riek in 1968.